# Julius Lange (peintre)
Cet article concerne le peintre allemand. Pour les articles homonymes, voir Julius Lange et Lange.
Julius Lange (né le 17 août 1817 à Darmstadt, mort le 25 juin 1878 à Munich) est un peintre hessois.

## Biographie
Son frère, le marchand d'art Gustav Georg Lange (de), l'associe alors qu'il a quinze ans dans son projet de collection de gravures des paysages allemands. Plus tard, il est l'élève du peintre Johann Wilhelm Schirmer à l'Académie des beaux-arts de Düsseldorf qui l'introduit à Munich.
Il obtient des grandes commandes : l'Académie de Venise lui confie la réalisation d'une série d'esquisses pour l'étude de la peinture de paysage, l'Académie des beaux-arts de Brera de Milan lui demande deux grands tableaux. Durant son voyage dans le nord de l'Italie, il fait la connaissances de nombreux milanais. En 1858, il enseigne l'art à la reine Charlotte de Belgique.
Il revient à Munich fin 1858. Maximilien II de Bavière s'intéresse à l'art et après lui, toute sa cour. Son fils Louis II de Bavière achète deux paysages qu'il dépose à la Neue Pinakothek. Lange fait des grandes gouaches et aquarelles pour les proposer à la décoration des châteaux de Herrenchiemsee et Linderhof.
L'œuvre de Julius Lange comprend notamment des peintures de paysages montagnards, en particulier les Alpes. Par l'interaction de la lumière et de la couleur, il tente de décrire le drame de la "nature sauvage".